# Morelos, Papantla
Morelos är en ort i Mexiko.   Den ligger i kommunen Papantla och delstaten Veracruz, i den sydöstra delen av landet, 230 km nordost om huvudstaden Mexico City. Morelos ligger 86 meter över havet och antalet invånare är 107.
Terrängen runt Morelos är lite kuperad. Runt Morelos är det ganska tätbefolkat, med 179 invånare per kvadratkilometer. Närmaste större samhälle är Papantla de Olarte, 13,5 km väster om Morelos. Omgivningarna runt Morelos är huvudsakligen savann.